# Gaflenzbach
Der Gaflenzbach (auch Gaflenz) ist ein rechter Zubringer zur Enns nahe Weyer in Oberösterreich.

## Lauf
Südöstlich von Oberland quellt der Gaflenzbach aus dem Fuß des Auberges (932 m ü. A.) im niederösterreichisch-oberösterreichischen Grenzgebiet hervor, wo sein Wasser gefasst und teilweise der kommunalen Wasserversorgung zugeführt wird. Das überschüssige Wasser fließt nach Südwesten ab und nimmt zahlreiche Nebenflüsse auf, darunter den Klinglbach bei Gaflenz und den Großschnaidbach, später den Neudorfer Bach und bei Weyer seinen größten Zubringer, den Dürrenbach. Er mündet gegenüber der Haltestelle Kastenreith von rechts in die Enns und umfasst dabei ein Einzugsgebiet von 92,6 km² in großteils bewaldeter Landschaft.